# Over Each Other
«Over Each Other» — пісня американського рок-гурту Linkin Park. Вона була випущена як третій сингл з восьмого студійного альбому гурту From Zero 24 жовтня 2024 року

## Кліп
Кліп на пісню «Over Each Other» було випущено в день світової прем'єри пісні 24 жовтня 2024 року. Його режисером став Джо Хан, і він був знятий у Сеулі.
Джо Хан, що має корейське походження, описав процес зйомок в Кореї як те, про що давно мріяв.